# 尿布疹
尿布疹（英語：Diaper rash, Irritant diaper dermatitis），是指在婴儿的肛门附近、臀部、会阴、生殖器、和大腿根皱褶处等直接接触尿液、粪便的部位皮肤，出现发红發炎的现象，有散在斑丘疹或疱疹。
产生原因是由于嬰兒的尿液和糞便含有尿素與腸道酵素，若是停留在皮膚上的時間過久，就會刺激皮膚產生變化，引起红疹。尿布疹多见于初生至1岁的婴儿，因而又称婴儿红臀。尿布疹根据症状的轻重可分为三度：I度，只有臀部皮肤发红的症状；II度，臀部发红并有皮疹；III度，臀部出现溃疡、糜烂。
它通常被认为是一种刺激性的接触性皮肤炎。“尿布”这个词并不是因为尿布本身导致了皮疹，而是因为尿布的使用有关。也有人主张其为过敏性接触性皮肤炎，但却缺乏此类证明。成年人有尿失禁（粪便、泌尿或两者兼有）导致的皮疹，有时被称为尿失禁相关性皮炎。

## 病因
尿液或大便内的尿毒素，经过细菌消化产生腐蚀性物体，会使婴儿娇嫩的表皮损害，从而导致皮肤的角质层或皮肤最外层的破裂，使皮表的肌肤容易被细菌所感染，形成尿布疹。婴儿尿布更换不勤或洗涤不干净，长时间接触、刺激婴儿皮肤；尿布质地较硬，发生局部摩擦，这些都可能引发尿布疹，继发细菌或念珠菌感染后加重。但皮疹极罕见于臀部。
虽然婴儿在1岁以内多少都会患几次尿布疹，但母乳喂养患尿布疹的概率低于配方奶婴儿。婴儿在某些年龄段或者情况下也容易感染尿布疹：
- 8-10个月的婴儿
- 尿布区域未保护干净、干爽。
- 腹泻的婴儿
- 刚开始吃辅食的婴儿（由于食物品种的增加引起消化过程改变）
- 正在服用抗生素的婴儿（因为药物刺激可导致皮肤感染的酵母菌的繁殖）

传统的一次性尿布和可重复使用的布尿布中的尿布疹的发生率没有明显差异。婴儿穿着带有中心胶质物质的超强吸收剂的一次性尿布，与穿布尿布的情况相比，尿布疹发作次数较少，但是超强吸水性尿布中可能含有引起过敏性接触性皮肤炎的染料。无论是布尿布还是一次性纸尿布，都应该经常换以防止尿布疹。

## 临床表现
皮损呈大片潮红，亦可发生斑丘疹和丘疹，边缘清楚，皮损形态与尿布包扎范围一致。多累及婴儿的会阴部，有时可蔓延至腹股沟及下腹部。

## 预防与治疗
注意观察臀红程度：臀部皮肤颜色、温度，有无溃烂或渗出物。常见的尿布疹的治疗方法是更换尿布、减少尿布使用、温和擦拭、以及抗真菌药物。在尿布区域还可能发生各种其他的炎症和传染性过程，因此认识到这些并发的炎症有助于对患者的准确诊断和治疗。

### 尿布更换
最有效的办法是暂停使用尿布，尽可能将婴儿的屁股暴露在空气中。另外一种常见方法是频繁更换尿布。彻底干爽的皮肤对尿布疹具有很好的预防性，因为尿液、粪便或出汗导致的过多水分为尿布疹的出现提供了条件。加强臀部护理：保持婴儿外阴和臀部皮肤干燥、清洁，大小便后及时换尿布，不要给大小便产生粪毒的时间。大小便后应用温开水将臀部洗净。用细软布吸干，尿布用吸水性强、质地细软的棉质改制，并勤洗勤换，除去污物和尿布上残留的肥皂和洗衣粉，尿布多晒阳光或烘干后再用，或者使用一次性纸尿布。不用橡胶和塑料布垫在婴儿身下或包在尿布外面。
有一些资料声称尿布疹更常见于布尿布。也有主张尿布疹与尿布的材质有关系，只要其材质可以吸收并保持婴儿皮肤的水分，就可防止继发的念珠菌感染。但是至今并没有足够的证据或反驳尿布的种类会对病因产生区别。此外，无法生物降解的尿布对环境的影响是一个涉及公共政策的问题。

### 药物治疗
药物治疗主要以对症治疗为主。

#### 软膏
另一种方法是阻止水分进入皮肤。通常是采用补救办法，包括油基保护剂或障碍膏、各种非处方的“尿布霜”、凡士林、聚二甲硅氧烷和其他油。如果皮肤没有完全干燥，密封剂有时会起到相反作用。
含有氧化锌的软膏非常有效，特别是在预防方面；因为它们对皮肤有一种干燥和收敛的作用，具有轻度的杀菌作用而不会引起刺激。

#### 粉末
各种吸湿粉末，如滑石粉或淀粉，可以减少水分，但可能会引起其他并发症。任何种类的空气粉末都会刺激肺组织，而由淀粉类植物（玉米、竹芋粉）制成的粉末为真菌提供营养，因此美国皮肤病学会并不推荐。

#### 抗真菌剂
如果尿布疹持续发作或者恶化，通常会使用抗真菌药药膏。比如较为温和的皮质类固醇制剂，例如氢化可的松乳膏。由于很难通过肉眼分辨真菌源，许多医生更喜欢皮质类固醇和抗真菌的混合乳膏，如氢化可的松/咪康唑。